# Zaleilah
Zaleilah („Забейла“)е песен, изпълнена от Мандинга, която представя Румъния в Евровизия 2012.

## Дата на издаване
- Румъния – 9 февруари 2012[1]

## В музикалните класации
- Австрия (Ö3 Austria Top 75) – 55[2]
- Германия (Media Control AG) – 92[3]
- Израел (Click2Dance) – 5
- Румъния (Romanian Radio Airplay Chart) -6[4]
- Румъния (Romanian Airplay Top 100) – 13
- Швеция – 48[5]